# Terra Branford
(Terra davanti alla lapide del generale Leo)
Terra Branford, conosciuta col nome di Tina Branford (ティナ・ブランフォード?, Tina Buranfōdo) in Giappone, è un personaggio della celebre serie di videogiochi Final Fantasy di Square Enix. Creata da Yoshitaka Amano per il videogioco Final Fantasy VI, è anche apparsa negli spin-off picchiaduro Dissidia Final Fantasy e Dissidia 012 Final Fantasy con un nuovo design realizzato da Tetsuya Nomura.
Terra è la figlia di un'umana, Madeline, e di un Esper, Maduin. Schiavizzata e sfruttata da Kefka Palazzo e dall'Impero Gestahliano, che vuole utilizzare i suoi poteri magici per scopi malvagi, è salvata da Locke Cole, un membro della Resistenza, all'inizio del gioco.

## Apparizioni

### Final Fantasy VI
Terra è il primo personaggio principale mostrato al giocatore, una guerriera schiavizzata e sfruttata dall'Impero Gestahliano con il raro dono della magia. Le viene assegnata una missione alle miniere di carbone di Narshe, e con l'utilizzo di mezzi di trasporto Magitek (i Blindati Magitek), uccide numerosi soldati della città alla ricerca dell'Esper congelato, Valigarmanda. Una volta dinnanzi alla creatura, sviene investita da un fortissimo potere magico. Si risveglia a casa di un uomo chiamato Arvis, che la libera dal controllo mentale dell'Impero rimuovendole la Corona della Schiavitù, oggetto creato dal malvagio Kefka. La ragazza è adesso cercata dalle guardie di Narshe per essere catturata, così scappa e prosegue attraverso un passaggio segreto delle miniere, e viene salvata da Locke (un membro della Resistenza) e un gruppo di Moguri. Dopo aver incontrato numerosi personaggi e vissuto drammatici eventi, scoprirà di essere la figlia di una madre umana e un padre Esper, riuscendo così a comprendere la sua vera natura e l'origine dei suoi poteri magici.

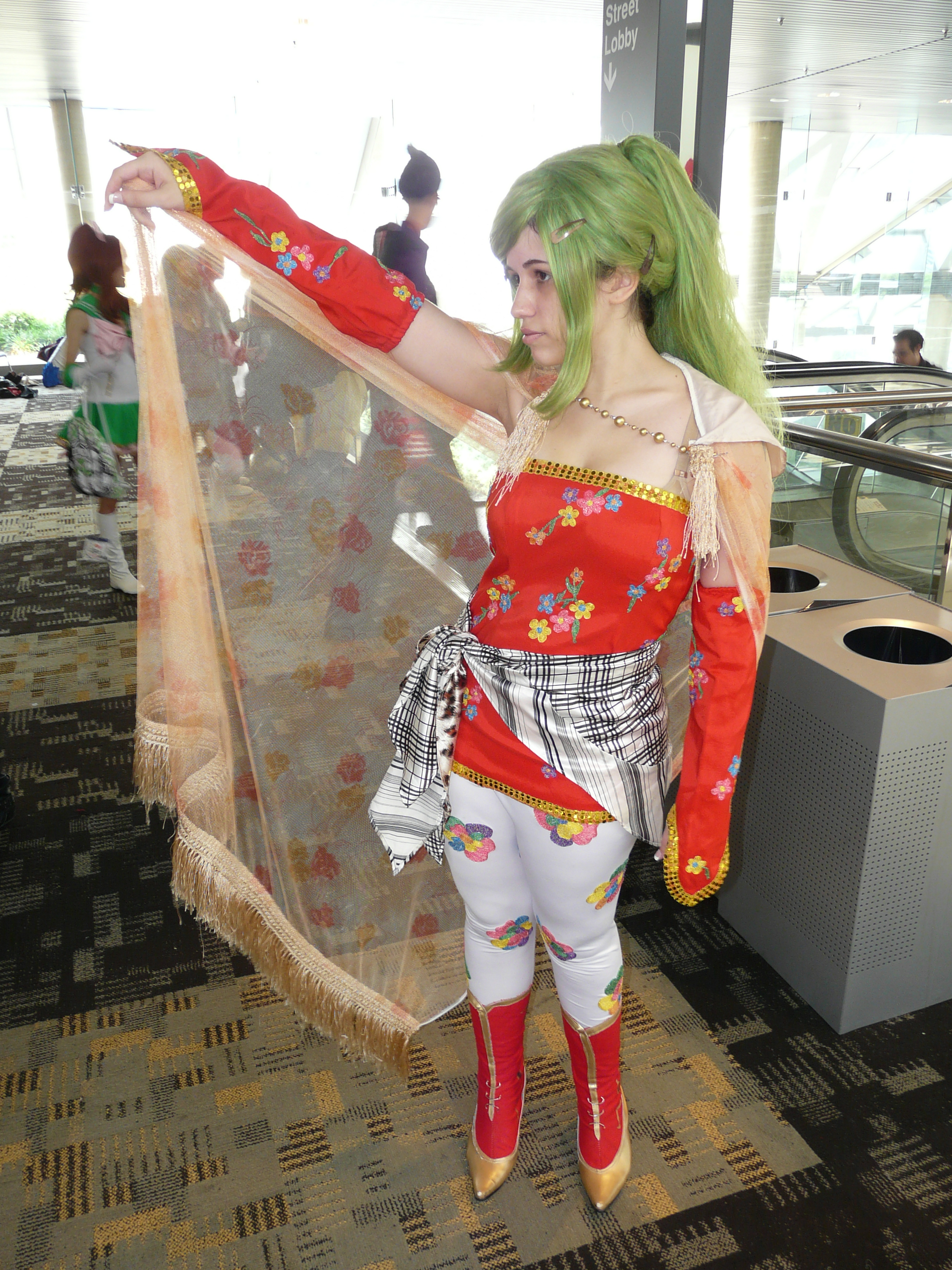
Un cosplay di Terra

Dopo la distruzione del mondo da parte del folle Kefka, viene trovata a Mobliz insieme a molti bambini orfani di cui vuole prendersi cura, e perde così la voglia di combattere insieme ai suoi compagni. Tuttavia, l'improvviso attacco di Humbaba, mostro di Kefka, la costringe a lottare e ad aiutare il gruppo, promettendo ai bambini di Mobliz di tornare. Alla fine del gioco, la ragazza e il gruppo sconfigge Kefka in una lunga battaglia in cima alla sua torre di demoni, e la magia e l'intera razza degli Esper devono ora scomparire dal mondo. Nella via di fuga, Terra incontra suo padre sotto forma di Magilite (il cuore cristallizzato degli Esper morti), che la rassicura, dicendole che se la sua parte umana è fortemente attaccata a qualcosa di importante, continuerà ad esistere. Finalmente libera da Kefka e dall'Impero, il videogioco si conclude con Terra che scioglie la sua coda di cavallo, respirando la nuova aria di libertà.

### Altre apparizioni
Terra è l'eroina rappresentante Final Fantasy VI in Dissidia Final Fantasy, spin-off picchiaduro della serie, disegnata da Tetsuya Nomura. Ritorna anche in Dissidia 012 Final Fantasy e Dissidia Final Fantasy Nt.
Terra fa anche una piccola apparizione in Secret of Evermore, insieme ad altri celebri personaggi del gioco. Terra rappresenta Final Fantasy VI anche in Theatrhythm Final Fantasy.

## Creazione

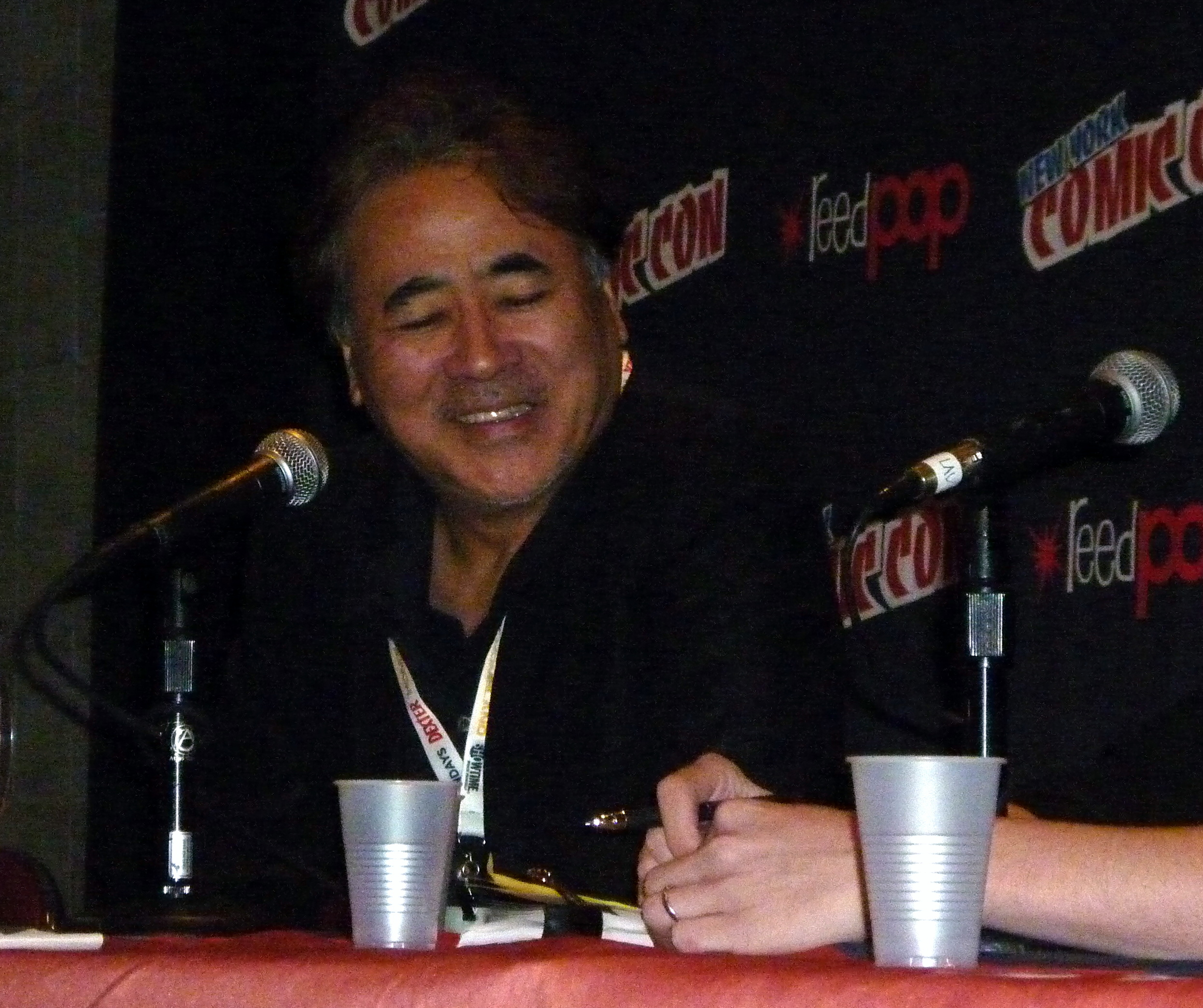
Yoshitaka Amano, il disegnatore di Terra, il suo personaggio preferito

Il personaggio che sarebbe diventato Terra era stato inizialmente concepito come un giovane ragazzo, per metà Esper e per metà umano, intorno ai 20 anni. Doveva essere il rivale del freddo e distaccato Locke. Successivamente, il personaggio fu cambiato in una giovane donna di 18 anni. Alla fine del gioco, Terra doveva morire insieme alla scomparsa degli Esper e della magia, ma il gruppo di lavoratori pensò che «sarebbe stata un'esagerazione», dato che secondo loro il gioco era già ricco di numerosi momenti drammatici, e mostrarne un altro proprio durante le ultime scene avrebbe privato il giocatore di quella sensazione di appagamento per aver finalmente ucciso Kefka.
Il team di sviluppo decise che il gioco doveva avere un cast vasto e vario, con l'assenza di un vero e proprio protagonista; tuttavia, dal momento che la prima metà del gioco ruota attorno a Terra, il team decise di incentrare la seconda metà su un altro personaggio, Celes Chere. Un'altra ragione di questo cambiamento è che il team volle che la storia di Terra progredisse in una direzione differente.
In un'intervista del 2006, il disegnatore della serie, Yoshitaka Amano, disse che Terra Branford fu il suo personaggio preferito da realizzare dell'intero panorama dei videogiochi.

## Temi musicali
Il tema musicale di Terra è semplicemente chiamato Terra's Theme, ed è una delle canzoni più apprezzate della serie e del mondo dei videogiochi. Un altro brano della colonna sonora associato a Terra è Awakening.

## Accoglienza
Il personaggio ha ricevuto lodi e recensioni molto positive, soprattutto da parte dei fan giapponesi, ed è ormai considerato dalla critica uno dei migliori personaggi della saga. Anche se Terra non fa coppia ufficiale con nessun personaggio di Final Fantasy VI, "Terra e Edgar" e "Terra e Locke" vennero votate rispettivamente come la quarta e la settima miglior coppia della serie nel 1995. Lo stesso anno è stata anche nominata il sesto miglior personaggio della serie. In un articolo su Dissidia Final Fantasy, del sito web IGN, venne votata come «il personaggio più amato e adorato dai fan dell'intero gioco».
Nel 1996, la rivista Next Generation scelse la scena in cui Terra impara ad amare e a combattere dai bambini di Mobliz il momento più memorabile della serie fino a quel momento, commentando: «Fino ad ora, nessun altro capitolo della serie ha raggiunto un tale livello di profondità. È una scena davvero commovente». Nel 2013, Micheal Rougeau del sito web Complex nominò Terra una delle migliori protagoniste dei videogiochi, dichiarando che «si tratta senza dubbio di un miglior personaggio di Lightning, protagonista di Final Fantasy XIII». Nello stesso anno, Marshall Honorof di Tom's Guide la nominò una delle migliori protagoniste della storia dei videogiochi. Nella classifica dei 20 migliori personaggi della serie, di Complex, Terra Branford raggiunse la quinta posizione. Retrospettivamente, la rivista Famitsū ha classificato Terra come la sesta eroina più famosa dei videogiochi degli anni '90.